# Dilophus erythraeus
Dilophus erythraeus är en tvåvingeart som beskrevs av Mario Bezzi 1906. Dilophus erythraeus ingår i släktet Dilophus och familjen hårmyggor. Inga underarter finns listade i Catalogue of Life.